# Ufficio metropolitano del trasporto di Tokyo
L'Ufficio metropolitano del trasporto di Tokyo (東京都交通局?, Tōkyō-to kōtsūkyoku), noto col nome breve di Tōei (都営?), è l'ente del Governo metropolitano di Tokyo deputato alla gestione dei sistemi di trasporto pubblico. In particolare gestisce una delle due metropolitane di Tokyo, la metropolitana Toei.
Attualmente è l'unico operatore in Giappone che gestisce quattro tipi di trasporto pubblico (metropolitana, tram, nuovo sistema di trasporto e autobus). In passato gestiva anche filobus e monorotaie.

## Storia
La città di Tokyo acquistò la Tokyo Railway Company, un operatore di tram, nel 1911 e pose le sue linee sotto l'autorità del Tokyo Municipal Electric Bureau (東京市電気局?, Tokyo-shi Denki Kyoku). La TMEB avviò il servizio di autobus nel 1924 come misura di emergenza dopo che il grande terremoto del Kantō interruppe il servizio di tram in città. La TMEB era anche responsabile della fornitura di energia elettrica a Tokyo, ma questo servizio fu privatizzato nel 1942 come Tokyo Electric.
Nel 1942, il governo giapponese costrinse diverse aziende private di trasporto pubblico di Tokyo a fondersi nella TMEB. Tra queste, le linee di autobus della Tokyo Underground Railway (la cui Linea Ginza rimase indipendente), la Keiō Corporation e la Tōkyū Corporation, così come la Oji Electric Tramway (gestore della Linea Arakawa) e diverse compagnie di autobus più piccole.
Nel 1943 la città di Tokyo fu abolita e le operazioni del TMEB furono trasferite al nuovo Ufficio metropolitano del trasporto di Tokyo.

## Trasporti
- Metropolitana Toei
  -  Linea Asakusa
  -  Linea Mita
  -  Linea Shinjuku
  -  Linea Ōedo.
- Tokyo Sakura Tram
- Monorotaia dello Zoo di Ueno
- Nippori-Toneri liner (people mover a guida automatica)
- Linee automobilistiche Toei Bus

## Altri servizi
L'Ufficio metropolitano dei trasporti di Tokyo gestisce anche una vasta rete di cavi in fibra ottica nella città, nonché diversi generatori di energia elettrica.